# Ân Ngọc Anh
Ân Ngọc Anh (chữ Hán: 殷玉英, ? - 453) là một hoàng hậu có thời gian tại vị ngắn ngủi của hoàng đế Nguyên Hung Lưu Thiệu triều Lưu Tống trong lịch sử Trung Quốc.

## Tiểu sử
Phụ thân bà là quan đại thần Ân Thuần (殷淳) dưới triều Lưu Tống Văn Đế. Năm 438, Ân Ngọc Anh trở thành thái tử phi của Lưu Thiệu. Ân thái tử phi hạ sinh con trai Lưu Vĩ Chi (劉偉之).

## Hoàng hậu ngắn ngủi
Mùa xuân 453, Lưu Thiệu đã tiến hành đảo chính chống lại phụ hoàng Văn Đế. Văn Đế bị ám sát, còn Lưu Thiệu thì lên ngôi hoàng đế. Không có chứng cứ khẳng định Ân thái tử phi có tham gia vào đảo chính, mặc dù chú bà là Ân Xung (殷沖) trở thành đại thần đắc lực của Lưu Thiệu. Ân Thái tử phi được phong làm hoàng hậu và con trai Lưu Vĩ Chi (劉偉之) được phong làm thái tử. Sau này trong cuộc chiến với Vũ Lăng vương Lưu Tuấn, Ân Xung là người vạch ra chiến lược chủ yếu.
Chỉ hai tháng rưỡi sau khi đăng cơ, Lưu Thiệu đã bị Lưu Tuấn lật đổ, ám sát. Ân Hoàng hậu và các con gái của Lưu Thiệu bị buộc phải tự sát. Lưu Tuấn cũng đặt thụy hiệu cho Lưu Thiệu là Nguyên Hung (元凶), nghĩa đen là "đầu sỏ.".
Trước đó, Ân Ngọc Anh đã từng hỏi quan đại thần Giang Khác (江恪), người ép bà tự sát, rằng: Họ Lưu giết hết tất cả. Tại sao lại giết ta, ta có tội tình gì.
Giang đáp rằng: Ngươi là hoàng hậu, sao bảo mình vô tội được.
Bà trả lời: Trong nhất thời, Hoàng thượng đã từng muốn lập Vương Anh Vũ (王鸚鵡) (một cung nữ, làm liên lạc giữa Lưu Thiệu và Nghiêm Đạo Dục) làm hoàng hậu.
Không biết lời bà nói có đúng sự thật hay không, mặc sử chép rằng quan hệ hôn nhân của bà với Lưu Thiệu là duy nhất. Bốn người con trai của Lưu Thiệu đều bị công khai chặt đầu, tất cả con gái bị buộc tự sát, không có ai sống sót.